# Восточное Кончезеро
Восточное Ко́нчезеро (карел. Lidečura) — деревня в составе Кончезерского сельского поселения Кондопожского района Республики Карелия Российской Федерации.

## Общие сведения
Расположена на северо-восточном берегу озера Кончезеро.

## Население
| 2002 | 2009 | 2010 | 2013 |
| ---- | ---- | ---- | ---- |
| 8    | ↗10  | ↘8   | ↘6   |